# A. J. Jacobs
Arnold Stephen Jacobs, Jr., mais comumente conhecido como A. J. Jacobs, (Nova Iorque, 20 de março de 1968) é um jornalista e escritor estadunidense.

## Biografia
Jacobs é mais conhecido por ter lido todos os 32 volumes da Encyclopædia Britannica, e escreveu sobre esta sua experiência no bem-humorado livro The Know-It-All: One Man's Humble Quest to Become the Smartest Person in the World. O livro recebeu boas críticas, com uma exceção, de Joe Queenan, que escreveu uma crítica cáustica sobre o livro no The New York Times Book Review, o que os levou a uma breve disputa.
Atualmente (2007), Jacobs é editor da revista Esquire.